# 単一企業体
単一企業体（たんいつきぎょうたい、ロシア語: унитарное предприятие、英語: Unitary enterprise）はロシアおよびかつてソビエト連邦に属した国家にある政府所有の企業である。単一企業体は、事業で使用する資産の所有権を持たない事業体である。こうした様式は、それぞれ国または地方政府市の財産を運営する国および地方政府の企業でのみ可能である。単一企業体の財産の所有者は、その運営に対して責任を負わず、その逆も同様である。

## ロシア
ロシアでは、連邦法 No.161-Ф3「国家および地方自治体の単一企業体について」（2015年7月13日修正）は、ロシアの単一企業の法的地位を定義している。国家院は2002年10月11日にこの法律を可決し、プーチン大統領は2002年11月14日にこの法律に署名した。
ロシア連邦政府の最大規模の単一企業体には、ロシア郵便、航空交通管理公社、全ロシア国営テレビ・ラジオ放送会社などがあり、地方政府の大規模企業にはモスクワ地下鉄、モスクワ都市交通（バス、トロリーバス、路面電車の運営者）、サンクトペテルブルク地下鉄などがある。

## 参照項目
- ロシア連邦民法典